# Jerry Sadiek
Jerry Sadiek is een Surinaams dammer.

## Biografie
Jerry Sadiek is een zoon van de Internationaal Grootmeester John Sadiek. In 1990 werd hij nationaal Jeugdkampioen. Zijn jeugdtitel was een primeur in Suriname als eerste zoon van een winnaar van het Surinaams Kampioenschap.
In 2009 en 2010 behaalde hij zijn grootste successen, met in het eerste jaar de derde plaats tijdens het Surinaams Kampioenschap en een jaar later als kampioen op het open kampioenschap van Suriname. Eind 2014 werd hij tweede zilver tijdens het Raj Narain Srefidensi Open, waarbij hij zijn vader als derde achter zich liet. Twee jaar later werd hij 16e op het Roethof Open, in een speelveld met veel internationale dammers.

## Palmares
Bij de onderstaande toernooien behaalde hij het podium:
| Jaar | plaats | kampioenschap              |
| ---- | ------ | -------------------------- |
| 2009 | Brons  | Surinaams Kampioenschap    |
| 2010 | Goud   | Open Suriname              |
| 2014 | Zilver | Raj Narain Srefidensi Open |